# Toplotni tok
Toplòtni tók (oznaka {\displaystyle P}) je fizikalna količina, ki pove, koliko toplote (oznaka {\displaystyle Q}) preteče na časovno enoto med dvema telesoma v toplotnem stiku. Skladno s Fourierjevim drugim zakonom termodinamike toplotni tok vedno teče spontano le od telesa z višjo temperaturo k telesu z nižjo. Kot toplotni tok na enoto površine je določena gostota toplotnega toka. To gostoto po mednarodnem sistemu enot merimo v wattih (oznaka {\displaystyle W}). Toplotnega toka ne smemo zamenjevati z notranjo energijo, a se pojma v vsakdanji rabi pogosto enačita.
Formula toplotnega toka je {\displaystyle {\frac {Q}{\Delta t}}=-kS{\frac {\Delta T}{\Delta x}}}, kjer {\displaystyle Q} predstavlja prenešeno toploto, {\displaystyle \Delta t} porabljen čas, {\displaystyle \Delta T} temperaturno razliko med bolj vročim in bolj hladnim predmetom, {\displaystyle \Delta x} razdaljo med telesoma, {\displaystyle k} koeficient toplotne prevodnosti, {\displaystyle S} pa površino telesa, ki toploto oddaja.